# Nazionale maschile di pallacanestro di Turks e Caicos
La nazionale di pallacanestro di Turks e Caicos è la rappresentativa cestistica di Turks e Caicos ed è posta sotto l'egida della Federazione cestistica di Turks e Caicos.

## Piazzamenti

### Campionati caraibici
- 2004 - 7°